# Jan Lang
Jan Lang (20. června 1919 Rajhrad – 21. března 2007 Londýn) byl český katolický kněz a jezuita.

## Život
Mládí prožil v Rajhradě, gymnázium studoval na Velehradě.
Jeho následná teologická studia přerušila německá okupace. Byl uvězněn v Terezíně, kde onemocněl při zdejší epidemii tyfem, po propuštění vážil necelých 40 kilogramů. Po skončení druhé světové války odjel dokončit přerušená studia do Anglie. Studia ukončil po komunistickém puči. V té době přicházela do Anglie řada uprchlíků, o které se začal starat.
Jeho nejvýznamnějším dílem se stala spolupráce na založení náboženského, kulturního a sociálního střediska Velehrad v Londýně v roce 1964. Byl předsedou londýnského charitativního sdružení Velehrad, které pomáhalo emigrantům řešit jejich problémy. Velehrad se v následujícím období stal společenským a náboženským střediskem krajanů z Čech, Moravy a Slovenska v Anglii.  Jeho sídlo bylo v západní části Londýna, ve čtvrti Notting Hill, v ulici Ladbroke Square 22. Součástí práce byla také organizace táborů pro děti emigrantů, demonstrace před československým velvyslanectvím, poutě či společenská setkání Přispíval rovněž do českých relací BBC. Spolupracoval také na vydávání Věstníku Cyrilometodějské ligy. Věstník byl později přejmenován na Nový život a od roku 1954 vycházel jako krajanské náboženské periodikum v Římě.
V roce 1991 se stal nositelem Řádu Tomáše Garrigue Masaryka II. třídy.